# Wild Thoughts
"Wild Thoughts" é uma canção do produtor musical estadunidense DJ Khaled, contida em seu décimo álbum de estúdio Grateful (2017). Conta com a participação do cantor compatriota Bryson Tiller e da barbadense Rihanna, e foi composta pelo trio em conjunto com PartyNextDoor, sendo produzida por Khaled e Kuk Harrell, com Nasty Beatmakers servindo como co-produtor. Por incorporar demonstrações de "Maria Maria", de Santana e The Product G&B, outros compositores são creditados, nomeadamente Raul Rekow, Jerry Duplessis, Wyclef Jean, David McRae, Marvin Moore-Hough, Carlos Santana e Karl Perazzo. A faixa foi lançada em 16 de junho de 2017, através das gravadoras We the Best e Epic, servindo como o quarto single do disco.

## Faixas e formatos
| Download digital |                                               |         |  |
| N.º              | Título                                        | Duração |  |
| 1.               | "Wild Thoughts" (com Rihanna e Bryson Tiller) | 3:24    |  |

## Desempenho nas tabelas musicais

### Posições
| Tabela musical (2017)                                  | Melhor posição |
| ------------------------------------------------------ | -------------- |
| Alemanha (Media Control Charts)                        | 4              |
| Austrália (ARIA Charts)                                | 2              |
| Austrália (ARIA Urban Singles Chart)                   | 1              |
| Áustria (Ö3 Austria Top 40)                            | 9              |
| Bélgica (Ultratop 50 de Flandres)                      | 5              |
| Bélgica (Ultratop Urban de Flandres)                   | 1              |
| Bélgica (Ultratop 40 da Valônia)                       | 8              |
| Bélgica (Ultratop Urban da Valônia)                    | 2              |
| Brasil (Brasil Hot 100 Airplay)                        | 73             |
| Brasil (Brasil Hot Pop & Popular)                      | 12             |
| Canadá (Canadian Hot 100)                              | 2              |
| Dinamarca (Tracklisten)                                | 3              |
| Escócia (The Official Charts Company)                  | 5              |
| Eslováquia (IFPI Slovenská Republika)                  | 3              |
| Espanha (Productores de Música de España)              | 10             |
| Estados Unidos (Billboard Hot 100)                     | 2              |
| Estados Unidos (Top R&B/Hip-Hop Songs)                 | 1              |
| Estados Unidos (Pop Songs)                             | 5              |
| Estados Unidos (Adult Pop Songs)                       | 26             |
| Estados Unidos (Hot Dance Club Songs)                  | 1              |
| Finlândia (IFPI Finlândia)                             | 4              |
| França (Syndicat National de l'Édition Phonographique) | 2              |
| Grécia (Greece Digital Songs)                          | 3              |
| Hungria (Magyar Hanglemezkiadók Szövetsége)            | 8              |
| Irlanda (Irish Recorded Music Association)             | 3              |
| Israel (Media Forest)                                  | 1              |
| Itália (Federazione Industria Musicale Italiana)       | 19             |
| Japão (Japan Hot 100)                                  | 90             |
| Líbano (The Official Lebanese Top 20)                  | 3              |
| Luxemburgo (Luxembourg Digital Songs)                  | 5              |
| México (Mexico Inglés Airplay)                         | 1              |
| Noruega (VG-lista)                                     | 5              |
| Nova Zelândia (NZ Top 40 Singles)                      | 2              |
| Países Baixos (MegaCharts)                             | 5              |
| Polônia (Związek Producentów Audio Video)              | 32             |
| Portugal (Associação Fonográfica Portuguesa)           | 2              |
| Reino Unido (UK Singles Chart)                         | 1              |
| Reino Unido (UK R&B Singles Chart)                     | 1              |
| Chéquia (IFPI Česká Republika)                         | 12             |
| Romênia (Media Forest)                                 | 5              |
| Suécia (Sverigetopplistan)                             | 4              |
| Suíça (Schweizer Hitparade)                            | 3              |
| União Europeia (Euro Digital Songs)                    | 2              |

### Certificações
| País (Empresa)             | Certificação |
| -------------------------- | ------------ |
| Austrália (ARIA)           | 2× Platina   |
| Bélgica (BEA)              | Ouro         |
| Canadá (Music Canada)      | Platina      |
| Dinamarca (IFPI Dinamarca) | Ouro         |
| Estados Unidos (RIAA)      | 2× Platina   |
| França (SNEP)              | Platina      |
| Itália (FIMI)              | Platina      |
| Nova Zelândia (RMNZ)       | Ouro         |
| Reino Unido (BPI)          | Platina      |
| Suécia (GLF)               | 2× Platina   |

## Créditos
Lista-se abaixo os profissionais envolvidos na elaboração de "Wild Thoughts", de acordo com o serviço Tidal:
| - DJ Khaled: composição, produção, vocais - Bryson Tiller: composição, vocalista participante - Rihanna: composição, vocalista participante - PartyNextDoor: composição - Kuk Harrell: produção, engenharia de gravação - Nasty Beatmakers: co-produção - Raul Rekow: composição - Jerry Duplessis: composição - Wyclef Jean: composição - David McRae: composição - Marvin Moore-Hough: composição | - Carlos Santana: composição - Karl Perazzo: composição - Marcos Tovar: engenharia de gravação - David "Prep" Hughes: engenharia de gravação - Juan "Wize" Peña: engenharia de gravação - Michael "Black Mic" Williams: engenharia de gravação - Jeff Jackson: assistência de engenharia - Robin Florent: assistência de engenharia - Chris Galland: engenharia de mixagem - Manny Marroquin: engenharia de mixagem - Chris Athens: masterização |

## Histórico de lançamento
| País           | Data                | Formato           | Gravadora         |
| -------------- | ------------------- | ----------------- | ----------------- |
| Mundo          | 16 de junho de 2017 | Download digital  | We the Best, Epic |
| Reino Unido    | 16 de junho de 2017 | Rádios rhythmic   | We the Best, Epic |
| Estados Unidos | 19 de junho de 2017 | Rádios Hot AC     | We the Best, Epic |
| Estados Unidos | 20 de junho de 2017 | Rádios mainstream | We the Best, Epic |
| Itália         | 30 de junho de 2017 | Rádios mainstream | Sony              |
| Reino Unido    | 7 de julho de 2017  | Rádios mainstream | We the Best, Epic |